# Монарх білоспинний
Монарх білоспинний (Symposiachrus menckei) — вид горобцеподібних птахів родини монархових (Monarchidae). Ендемік Папуа Нової Гвінеї. Вид названий на честь німецького дослідника Бруно Менке, керівника експедиції, під час якої був зібраний голотип білоспинного монарха.

## Опис
Довжина птаха становить 14,5—15,5 см. Обличчя і горло чорні, решта голови біла, за винятком невеликих чорних плям у ділянці вух. Верхня частина тіла біла, крила чорні, поцятковані білими плямками. Хвіст чорний, крайні стернові пера мають білі кінчики. Нижня частина тіла біла. Очі темні, лапи і дзьоб сизі. Виду не притаманний статевий диморфізм. 

## Поширення і екологія
Білоспинні монархи є ендеміками острова Муссау. Вони живуть у вологих тропічних лісах та в садах.

## Збереження
МСОП вважає стан збереження цього виду близьким до загрозливого. За оцінками дослідників, популяція білоспинних монархів становить від 1680 до 17890 птахів. Їм загрожує знищення природного середовища.